# 1906-os norvég labdarúgókupa
A 1906-os norvég labdarúgókupa a Norvég labdarúgókupa 5. szezonja volt. A címvédő az Odd csapata volt. A versenyen helyi szövetségi liga (kretsserier) bajnokai vehettek részt, kivéve Kristiania og omegnben, ahol külön kupa-selejtező versenyt rendeztek. A szezonban négy csapat vett részt. A tornát az Odd csapata nyerte, immár negyedik alkalommal.

## Elődöntők
| 1. csapat           | Eredmény | 2. csapat |
| ------------------- | -------- | --------- |
| 1906. szeptember 8. |          |           |
| Akademisk FK        | 0–1      | Odd       |
| Eidsvold IF         | 0–4      | Sarpsborg |

## Döntő
| 1906. szeptember 9. |

| Odd | 1–0 | Sarpsborg |
| --- | --- | --------- |
| 60' |     |           |

| Frogner stadion, Kristiania Játékvezető: Sverre Strand (Grane) |

| Az Odd játékoskerete: |  |                    |
|                       |  |                    |
| K                     |  | Jacob Abrahamsen   |
| H                     |  | Guttorm Hol        |
| H                     |  | Øivind Gundersen   |
| Kp                    |  | Bernhard Halvorsen |
| Kp                    |  | Fridtjof Nilsen    |
| Kp                    |  | Øivind Stensrud    |
| Cs                    |  | Otto Olsen         |
| Cs                    |  | Harbo Madsen       |
| Cs                    |  | Johan Nilsen       |
| Cs                    |  | Berthold Pettersen |
| Cs                    |  | Daniel Gasman      |

| A Sarpsborg kerete: |  |                         |
|                     |  |                         |
| K                   |  | J. Jørgensen            |
| H                   |  | Christian Berg          |
| H                   |  | Erling Mathieassen      |
| Kp                  |  | Einar Andvik            |
| Kp                  |  | Ole Iversen Jr.         |
| Kp                  |  | Thorvald Holth          |
| Cs                  |  | Hugh William Kennworthy |
| Cs                  |  | Herbert Scott           |
| Cs                  |  | Trygve Jølstad          |
| Cs                  |  | Karl Johansen           |
| Cs                  |  | Hans Slang              |